# 墨湖駅
墨湖駅（ムコえき）は、大韓民国江原特別自治道東海市にある韓国鉄道公社（KORAIL）の駅である。
嶺東線および墨湖港線が乗り入れ、墨湖港線は当駅を終点としている。

## 歴史
- 1961年5月5日：鉄道庁東海北部線の駅として開業[1]。
- 1970年1月1日：墨湖港線墨湖港 - 当駅間が開通[2]。
- 2005年9月8日：嶺東線東海駅 - 江陵駅間が電化。

## 駅構造
島式ホーム1面2線の地上駅。

## 駅周辺
- 日本海

## 隣の駅
韓国鉄道公社
嶺東線
東海駅 - 墨湖駅 - (望祥駅) - 望祥海水浴場駅
墨湖港線
(墨湖港駅) - 墨湖駅